# Evgueni Obolenski
Vous pouvez aider à l'améliorer ou bien discuter des problèmes sur sa page de discussion.
- Il ne cite pas suffisamment ses sources. Vous pouvez indiquer les passages à sourcer avec {{référence nécessaire}} ou {{Référence souhaitée}}, et inclure les références utiles en les liant aux notes de bas de page. (Marqué depuis avril 2024)
- Certaines informations devraient être mieux reliées aux sources mentionnées dans la bibliographie ou les liens externes. Améliorez sa vérifiabilité en les associant par des références. (Marqué depuis avril 2024)

- Archive Wikiwix
- Bing
- Cairn
- DuckDuckGo
- E. Universalis
- Gallica
- Google
- G. Books
- G. News
- G. Scholar
- Persée
- Qwant
- (zh) Baidu
- (ru) Yandex
- (wd) trouver des œuvres sur Wikidata

Pour les articles homonymes, voir Obolenski.
Le prince Evgueni Petrovitch Obolenski (en russe : Евгений Петрович Оболенский ; Novomyrhorod, le 6 octobre 1796 - Kalouga, le 26 février 1865) est un militaire russe et un décabriste.

## Biographie
Lieutenant au régiment de la Garde Finliandski, il fut l'un des fondateurs de la Société du Nord. Au cours du soulèvement du 14 décembre 1825, il blessa d'un coup de baïonnette, le général Miloradovitch. Le 10 juillet 1826, il fut condamné aux travaux forcés à perpétuité. Sa peine fut réduite à vingt ans le 22 août 1826.